# Burgholzer Sägmühle
Die Burgholzer Sägmühle ist eine Einzelsiedlung und ehemalige Wassermühle (Säge- und Stampfmühle) in der Gemeinde Alfdorf im baden-württembergischen Rems-Murr-Kreis. Die Anlage entstand wohl nach dem Dreißigjährigen Krieg und wurde in den 1940er Jahren abgebrochen; nur das Wohnhaus blieb erhalten.

## Lage
Die Burgholzer Sägmühle liegt etwa 3 Kilometer östlich von Welzheim im Tälchen des Eisenbachs. Umliegende Ortschaften sind der Burgholzhof im Norden, der Weiler Burgholz im Osten, der Weiler Mannholz mit dem Döllenhof im Südosten, die Meuschenmühle im Süden und Welzheim-Eberhardsweiler im Nordwesten.
Zwischen der Burgholzer Sägmühle und der Meuschenmühle liegen die Wüstungen Nibelgau und Mannholzer Sägmühle. Bis zur Gemeindereform in den 1970er Jahren gehörte die Siedlung zu Pfahlbronn.

## Geschichte
Die Burgholzer Sägmühle ist seit 1686 in den Karten von Andreas Kieser nachweisbar. Da sie in älteren Kartenwerken noch nicht vorkommt, muss sie im 17. Jahrhundert entstanden sein. Die Mühle war dem Weiler Burgholz zugeordnet. Es ist unklar, ob der Ortsname auf eine Burg zurückgeht; Hinweise auf eine Befestigung sind nicht vorhanden. Nach einer anderen Ansicht könnte der Ortsname auf einen Personennamen wie Burdolf zurückzuführen sein.
Um 1830 war das Sägewerk eine typische Bauernsäge, wie sie im Schwäbischen Wald oft anzutreffen war. Dabei errichteten mehrere Waldbauern eine Sägemühle und betrieben sie gemeinsam. Jeder Landwirt durfte die Säge entsprechend seines Anteils benutzen. 1834 hatte die Anlage 7 Eigentümer: Gottfried Bareiß, Heinrich Hinderer, Gottfried Knödler, Gottfried Koppenhöfer, Gottfried Fritz, Christian Stiefel und Michael Wahl. Die Mühle verfügte über ein oberschlächtiges Wasserrad. 1908 wird neben der Kreissäge auch ein Stampfwerk erwähnt. Während des Zweiten Weltkriegs wurde der Betrieb eingestellt und die ganze Anlage sukzessive abgerissen. Erhalten blieb der Stauweiher und die Wohnung des Sägmüllers (Haus Burgholzer Sägmühle 1).